# Sepidan
Sepidan (en persan : سپيدان), également appelée Ardekan (en persan : اردكان) est une ville rurale de la province de Fars en Iran. Elle est située à environ 100 km au nord-ouest de Chiraz.
Sepidan (dont le nom signifie "Terre blanche" en persan) est proche d'une des meilleures stations de ski du sud de l'Iran (domaine skiable de 120km). Située en zone montagneuse, la ville jouit d'un climat doux en été, ce qui en fait une destination privilégiée des habitants aisés de Chiraz  qui y possèdent nombre de jardins ou résidences secondaires. La beauté des environs de Sepidan en fait un important site d'écotouristme: cascades de Morghak, Lac Chesh pir, ou nombreuses forêts et rivières. La fonte des neiges alimente en effet de nombreuses sources, permettant ainsi à la ville de commercialiser l'eau minérale réputée qui porte son nom. 
Ville particulièrement fervente, Sepidan ne compte pas moins de 13 mosquées. 
Les environs de Sepidan comportent également de nombreux vignobles à flanc de coteaux. 